# Carl Schlettwein (Farmer)
Carl August Christian Ehrenreich Schlettwein, nicht selten auch Karl (* 8. September 1866 in Teschendorf bei Rostock; † 1940 in Südwestafrika), war ein deutscher Farmer und Schriftsteller.

## Leben
Schlettwein war Sohn des mecklenburgischen Gutsbesitzers (Gutshaus Teschendorf) Carl Wilhelm Heinrich Schlettwein aus Teschendorf. Das Gut wurde 1878, nach 14-jährigem Besitz, verkauft. Er erlernte die Landwirtschaft in Streu auf der Insel Rügen und studierte danach ab 1892 Agrarwissenschaften an der Landwirtschaftlichen Hochschule in Halle (Saale).
1896 wurde er landwirtschaftlicher Oberinspektor der Deutschen Kolonialgesellschaft in der Kolonie Deutsch-Südwestafrika. Er war 1907 Regierungskommissar in der Budgetkommission des Deutschen Reichstages. Schlettwein war von 1910 bis 1914 Mitglied des Landesrates für Südwestafrika und gehörte auch dem Landwirtschaftsrat der Kolonie an. 1923 war er Mitglied der deutschen Abordnung in Kapstadt, die sich für einen Anschluss von Südwestafrika an die Südafrikanische Union starkmachte. Den Nationalsozialisten stand er ablehnend gegenüber.
Schlettwein war Besitzer der südwestafrikanischen Farmen Warmbad-Nord, Otjitambi und Teschendorf. Auf Otjitambi (gelegen an der Hauptstraße C40) wurde er bestattet.

## Auszeichnungen
- Verdienstmedaille für Nichtkämpfer im Herero-Aufstand
- Preußisches Verdienstkreuz für Kriegshilfe

## Schriften
- Deutschlands bisherige Kolonialpolitik und die augenblicklichen Zustände in Deutsch-S.W.A., 1904
- Der Herero-Aufstand, was hat ihn veranlaßt und was lehrt er uns?, 1905
- Die Farmer in Deutsch-Südwest-Afrika, 1907
- Milchverwertung durch Käsefabrikation in Deutsch-Südwest-Afrika, 1911
- Viehzucht in den Tropen und Subtropen, 1913
- Farmwirtschaftliche Probleme in Südwestafrika, 1920